# Mycalesis thyateira
Mycalesis thyateira är en fjärilsart som beskrevs av Hans Fruhstorfer 1911. Mycalesis thyateira ingår i släktet Mycalesis och familjen praktfjärilar. Inga underarter finns listade i Catalogue of Life.